# Cui Jian
Cui Jian (Peking, 2 augustus 1961) is een Chinees zanger, componist, trompettist, gitarist en filmacteur.

## Leven
Cui komt uit een muzikale familie van Koreaanse komaf. Op een leeftijd van veertien begint hij met het spelen van trompet. Van 1981 tot 1987 speelde hij voor het Pekingse filharmonisch orkest.
Tegen het einde van 1984 nam hij zijn eerste album Langzigui op, dat vertaald Terugkeer van een vagebond betekent. De teksten zijn dan nog niet van zijn hand; de muziek komt overeen met de mainstream van de gangbare muziek in die tijd. In 1986 kwam hij met het lied Yīwúsǔoyǒu (Niets op mijn naam), dat hem al grotere bekendheid opleverde.
In 1988 brengt hij met de Pekingse band ADO het eerste rockalbum binnen de Volksrepubliek China uit, dat zich laat vertalen als Rock 'n' Roll op de nieuwe Lange Mars. Ondanks dat de media vanwege de censuur er niets over bekendmaakten, betekende het album in het gehele land een stem voor velen.
Cui is de eerst rockmuzikant die ook optredens buiten China gaf, zoals in 1988 in Seoel en in 1989 in Parijs en Londen. Tijdens het Tiananmen-protest in 1989 speelde hij het nummer Niets op mijn naam dat zich ontpopte tot het lijflied van de protesten. Dit had tot gevolg dat hij door de Chinese autoriteiten werd gehinderd nog langer in Peking op te treden.
Sinds 1993 werkt hij ook geregeld mee aan verschillende films, waaronder aan Beijing Bastards van Zhang Yuan. Voor Devils on the Doorstep schreef hij in 2000 de filmmuziek. Ook werkte hij ion 2001 mee aan de musical die te vertalen is als Toon me je kleuren.
De muziek van Cui ontwikkelde zich van aanvankelijk rockmuziek tot in latere instantie experimentele rock.

## Discografie
- 1984: 浪子归 (Terugkeer van de vagebond)
- 1986: 一無所有 (Niets op mijn naam)
- 1989: 新长征路上的摇滚 (Rock 'n' Roll op de nieuwe Lange Mars)
- 1991: 解决 (Oplossing)
- 1994: 红旗下的蛋 (Ballen onder de rode vlag)
- 1996: Best of Cui Jian: 1986-1996
- 1998: 无能的力量 (De macht van de machtelozen)
- 2000: Filmmuziek voor Devils on the Doorstep (鬼子来了; Gǔizǐ lái le)
- 2005: 给你一点颜色 (Toon je kleur)

## Filmografie
- 1993: Beijing Bastards (北京杂种; Beijing Zazhong), rol: zichzelf
- 2003: Roots and Branches (我的兄弟姐妹; Wo de xiongdi jiemei), rol: vader/muziekleraar
- 2001: Wo de xiong di jie mei
- 2007: The Sun Also Rises (太阳照常升起; Taiyang zhaochang shengqi), rol: Tangs vriend in Peking
- 2010: Dooman River, rol: Chang-Ho

## Onderscheiding
In 2000 werd Cui onderscheiden met een Prins Claus Prijs. De jury van het Prins Claus Fonds erkende hem "voor de belangrijke bijdrage die hij leverde aan een eigen Chinese rockcultuur waarin traditionele elementen worden verweven met de van oorsprong Westerse muziekstijl."